# 四天王寺病院
四天王寺病院（してんのうじびょういん）は、社会福祉法人四天王寺福祉事業団が大阪府大阪市天王寺区大道に設置する病院である。

## 診療科
- 内科[1]
- 消化器内科[1]
- 血液内科[1]
- 循環器内科[1]
- 神経内科[1]
- 外科[1]
- 消化器外科[1]
- 乳腺外科[1]
- 整形外科[1]
- 眼科[1]
- 耳鼻咽喉科[1]
- 放射線科[1]
- 泌尿器科[1]
- 皮膚科[1]
- リハビリテーション科[1]

## 医療機関の認定
- 保険医療機関[1]
- 労災保険指定病院[1]
- 生活保護法指定病院（中国残留邦人等の円滑な帰国の促進並びに永住帰国した中国残留邦人等及び特定配偶者の自立の支援に関する法律（平成六年法律第三十号）に基づく指定医療機関を含む。）[1]
- 結核指定病院[1]
- 原子爆弾被害者一般疾病医療取扱病院[1]
- 指定自立支援医療機関（精神通院医療）[1]
- 無料低額診療事業実施医療機関[1]
- 身体障害者福祉法指定医の配置されている医療機関[1]
- 医療保護施設（中国残留邦人等の円滑な帰国の促進並びに永住帰国した中国残留邦人等及び特定配偶者の自立の支援に関する法律に基づく医療保護施設を含む。)[1]
- 公害医療機関[1]

このほか、各種法令による指定・認定病院であるとともに、各学会の認定施設でもある。

## 交通アクセス
- OsakaMetro谷町線「四天王寺夕陽ヶ丘駅」より徒歩5分[2]
- OsakaMetro御堂筋線・谷町線・JR大阪環状線・大和路線・阪和線「天王寺駅」より徒歩10分[2]
- 大阪シティバス「天王寺西門前」停留所より徒歩1分周辺[2]

## 周辺
- 国道165号（沿線）
- 大阪市立天王寺小学校（隣接）
- 四天王寺